# Сестрорецкий хлебозавод
Сестрорецкий хлебозавод — предприятие хлебобулочной промышленности в Курортном районе Санкт-Петербурга, одно из крупнейших предприятий Сестрорецка, производитель хлеба, хлебобулочных и кондитерских изделий, в том числе мелкоштучных, тортов, пирожных. Имеет собственную сеть розничной торговли.

## Предыстория
Более 100 лет со дня основания Сестрорецка продукты питания привозились из Петербурга в заводской провиантский магазин или в лавки вольных обывателей и торговцев, которых к началу XIX века насчитывалось более 50. Хлеб долгое время выпекался в домашних русских печах.
Небольшой завод-пекарню в Сестрорецке построили только перед Великой Отечественной войной, в месяцы обороны Ленинграда хлеб сестрорецкой пекарни спас жизни многим красноармейцам. Первая пекарня находилась до 1960-х годов в здании, на месте которого находится сейчас Управление внутренних дел (Володарского, 7).

## История

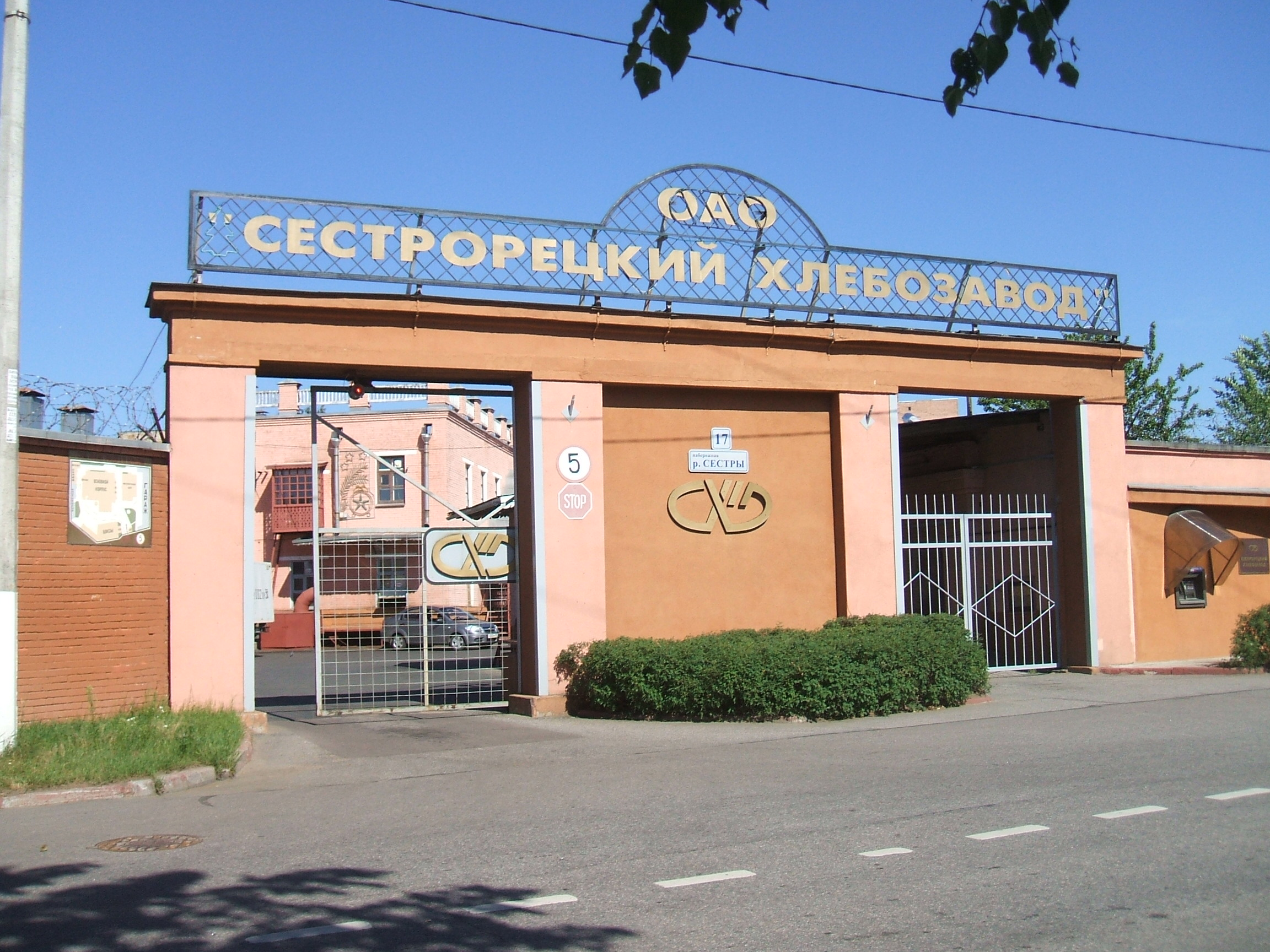

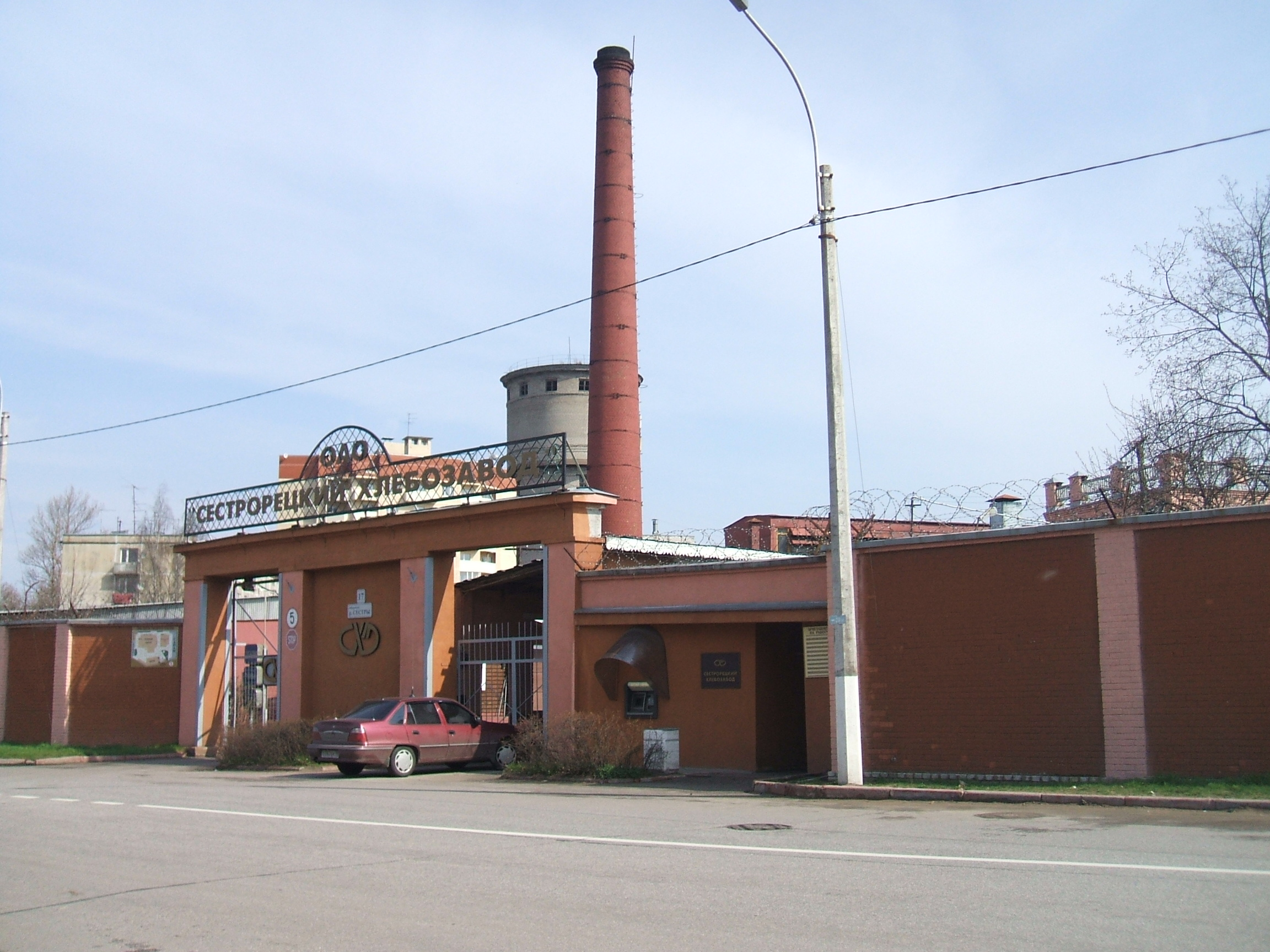

Под завод была выделена для строительства большая площадка по современному адресу на Набережной реки Сестры (дом 17, тогда это была улица Индустриализации, дом 5), где и было создано с 25 июля 1962 года современное предприятие. Когда завод открылся, уровень механизации был низок, все основные операции производились вручную. Хлеб и булки выпекали всего в трёх печах по 15 тонн в сутки, а муку привозили в мешках. После завершения ремонта 1 июня 1964 года хлебозавод присоединил к себе на правах филиала Зеленогорский хлебозавод. В 1970 году хлебозаводу (директор А. П. Смирнова) присуждено первое место и переходящее Красное Знамя хлебопекарной промышленности Ленинграда.
В 1987 году на заводе провели реконструкцию с установкой нового высокопроизводительного оборудования. На территории разместились основной корпус, цех мелкоштучных изделий, склады, мастерские, боксы, гараж, весы и КПП. Предприятие на тот период выпускало более десяти видов хлебобулочных изделий. Затем в ассортименте появились и кондитерские изделия. Организация труда бригадная, где каждая бригада материально отвечает за рекламации на качество. Трудовой коллектив получает от завода льготы по оплате питания, пособий к отпуску.
В советское время численность сотрудников завода составляла 73 человека, работали в три смены. Рабочих не хватало. Труд пекарей и мастеров на заводе долгие годы был тяжёлым. Большинство технологических операций выполняли вручную. Многие работник в эти годы были универсалами, которые могли работать на любом участке, в цехе, смене, в лаборатории, там где это требовала производственная необходимость. В эти годы на помощь заводу направляли по партийной разнарядке интеллигенцию из учреждений района, например врачей Радиологического института посёлка Песочный и других.
В 1990-е годы завод был сохранил производство, построил сеть собственных магазинов по продаже хлебобулочных изделий и продовольственных товаров. С этого момента заводом более 20 лет руководил Гудков Сергей Александрович.

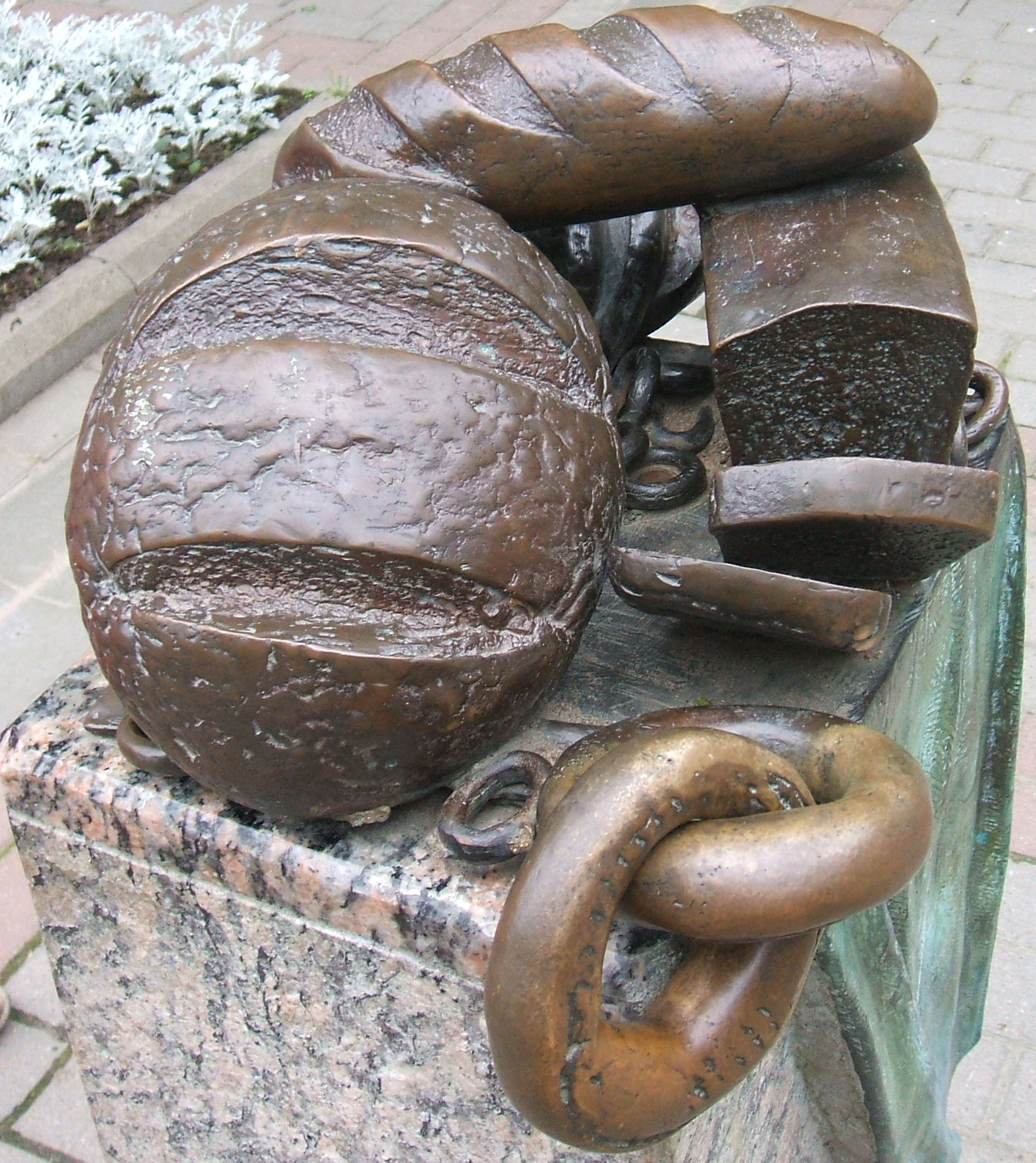

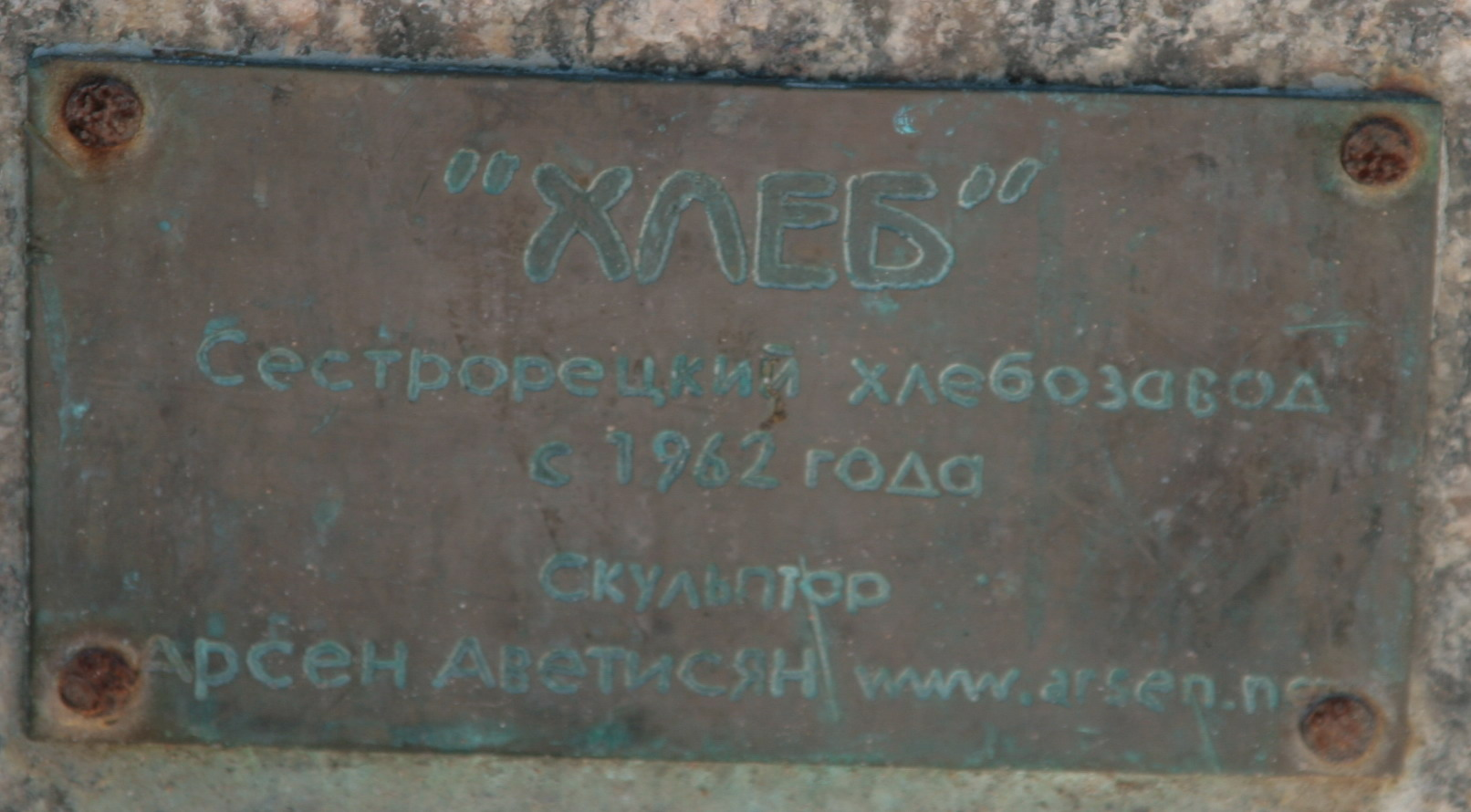

В 2008 году в посёлке Песочный прошла акция организованная первым директором музея «Хлеб России», для неё по блокадному рецепту на Сестрорецком хлебозаводе выпекли буханки образцов 1941 и 1942 годов. В рецепте 1941 года — мука ржаная обойная, подсолнечный жмых, отруби. После того как заработала «Дорога жизни», в состав ещё добавлялась мука овсяная и соевая — хлеб стал более питательным. Когда муки не хватало, в хлеб на одну десятую добавляли картофель. Буханки разделили на блокадные порции по 125 граммов; 8 сентября дети школ рядом с цветами, венками и свечами положили блокадные кусочки у могильных плит воинов-защитников Ленинграда и на братскую могилу блокадного захоронения.

## Производство
По состоянию на 2021 год завод имеет четыре поточно-механизированных линий по производству хлебобулочных изделий общей мощностью 40 тонн в сутки и мелкоштучный цех по выпуску изделий более 150 наименований до трёх тонн в сутки. В 2010-е годы действовало пять линий, первая линия полностью демонтирована 10 февраля 2021 года для расширения мелкоштучного производства. Труд механизирован, часть агрегатов компьютеризировано. Выполняются индивидуальные заказы (праздничные пироги, выпечка по старинным рецептам).
Продукция завода реализуется от Лахты до Выборга, в том числе поставляется во многие магазины Санкт-Петербурга. В Сестрорецке функционируют два собственных магазина. Обладает собственным автотранспортом. Летом три раза в неделю осуществляется выездная торговля в посёлке Комарово.
| № п/п | Наименование показателя                    | Ед. изм.  | 2010 г. | 2011 г. |
| ----- | ------------------------------------------ | --------- | ------- | ------- |
| 1     | Объём продаж                               | тыс. руб. | 217299  | 230862  |
| 2     | Объём продаж                               | тонн      | 5888    | 5281    |
| 2.1   | в том числе хлеб обдирный, смешанной валки | тонн      | 2661    | 2805    |
| 2.2   | Хлеб пшеничный 1 сорта                     | тонн      | 189     | 466     |
| 2.3   | Батоны 1 сорта                             | тонн      | 369     | 421     |
| 2.4   | Батоны в/сорта                             | тонн      | 1393    | 1197    |
| 2.5   | Сдобные изделия                            | тонн      | 400     | 354     |
| 2.6   | Кондитерские изделия                       | тонн      | 42      | 37      |

С 2011 года завод входит в компанию «Дарница» (которая владеет также «Первым хлебопекарным объединением», Охтинским хлебозаводом и хлебокомбинатом «Лана»)